# Benito Mussolini
Benito Amilcare Andrea Mussolini, italijanski fašistični diktator, * 29. julij 1883, Dova di Predappio, Emilija - Romanja, Kraljevina Italija, † 28. april 1945, Milano, Italija.
Mussolini je ustanovil in vodil Nacionalno fašistično stranko. Bil je italijanski fašistični diktator od marca 1922 do njegove odpovedi leta 1943 ter "Duce" od ustanovitve italijanskega borilnega obrata leta 1919 do njegove usmrtitve leta 1945 s strani italijanskih partizanov. Kot diktator Italije in ustanovitelj fašizma je Mussolini navdihnil in podprl mednarodno širjenje fašističnih gibanj v medvojnem obdobju.
Mussolini je bil sprva socialistični politik in novinar pri časopisu Avanti! Leta 1912 je postal član nacionalnega direktorata Italijanske socialistične stranke (PSI), vendar je bil izključen iz PSI zaradi zagovarjanja vojaškega posredovanja v prvi svetovni vojni, v nasprotju s stališčem stranke o nevtralnosti. Leta 1914 je Mussolini ustanovil novo revijo Il Popolo d'Italia in med vojno služil v italijanski kraljevski vojski, dokler ni bil ranjen in odpuščen leta 1917. Mussolini je obsodil PSI, svoja stališča osredotočil na italijanski nacionalizem namesto na socializem, in kasneje ustanovil fašistično gibanje, ki je nasprotovalo egalitarizmu in razrednemu spopadu, namesto tega se je zavzelo za "revolucionarni nacionalizem", ki presega razredne meje. 31. marca 1922, po Pohodu na Rim (28. – 30. oktober), je kralj Victor Emmanuel III Mussolinija imenoval za premierja in s tem najmlajšega posameznika, ki je do takrat opravljal to funkcijo. Potem ko so s svojo tajno policijo odstranili vse politično nasprotovanje in prepovedali delavske stavke, so Mussolini in njegovi privrženci utrdili oblast z vrsto zakonov, ki so narod spremenili v enopartijsko diktaturo. V petih letih je Mussolini z legalnimi in nezakonitimi sredstvi vzpostavil diktatorsko oblast in si prizadeval ustvariti totalitarno državo. Leta 1929 je Mussolini s Svetim sedežem podpisal Lateransko pogodbo za ustanovitev Vatikana. 
Zunanja politika Mussolinija je želela obnoviti starodavno slavo rimskega cesarstva s širjenjem italijanskih kolonialnih posesti in fašističnega vpliva. V dvajsetih letih dvajsetega stoletja je odredil pacifikacijo Libije, naročil bombardiranje Krfa zaradi incidenta z Grčijo, vzpostavil protektorat nad Albanijo in po dogovorih z Jugoslavijo mesto Fiume vključil v italijansko državo. Leta 1936 je bila Etiopija po drugi italijansko-etiopski vojni osvojena in združena v Vzhodno Afriko (AOI) z Eritrejo in Somalijo. Leta 1939 so italijanske sile priključile Albanijo. Med letoma 1936 in 1939 je Mussolini ukazal uspešno italijansko vojaško intervencijo v Španiji v korist Francisca Franca med špansko državljansko vojno. Mussolinijeva fašistična Italija se je sprva poskušala izogniti izbruhu druge svetovne vojne, tako da je na prehod Brenner poslala vojake, ki so zavrli Anschluss in sodelovali na fronti Stresa, Lyttonovem poročilu, Lausannski pogodbi, Paktu štirih sil in Münchenskem sporazumu. Vendar se je Italija nato oddaljila od Velike Britanije in Francije, tako da se je pridružila Nemčiji in Japonski. Nemčija je 1. septembra 1939 napadla Poljsko, kar je povzročilo vojno razglasitev Francije in Združenega kraljestva ter začetek druge svetovne vojne.
10. junija 1940 se je Mussolini odločil za vstop v vojno na strani sil osi. Kljub začetnemu uspehu je poznejši zlom osi na več frontah in morebitna zavezniška invazija na Sicilijo povzročila, da je Mussolini izgubil podporo prebivalstva in članov fašistične stranke. Posledično je veliki fašistični svet na začetku 25. julija 1943 sprejel predlog nezaupnice Mussoliniju; pozneje istega dne ga je kralj Victor Emmanuel III razrešil s položaja predsednika vlade in ga dal v pripor ter za predsednika vlade imenoval Pietra Badoglia. Potem ko je kralj privolil v premirje z zavezniki, so 12. septembra 1943 Mussolinija v Operaciji Hrast rešili nemški padalci in komandosi Waffen-SS, ki jih je vodil major Otto-Harald Mors. Hitler je po srečanju z rešenim nekdanjim diktatorjem nato Mussolinija postavil za vodjo marionetnega režima v severni Italiji, Italijanski socialni republiki (italijansko: Repubblica Sociale Italiana, RSI), neuradno znani kot republika Salò, kar je povzročilo civilno vojno. Konec aprila 1945, po skoraj popolnem porazu, sta Mussolini in njegova ljubica Clara Petacci poskušala pobegniti v Švico, vendar so ju ujeli italijanski komunistični partizani in ju 28. aprila 1945 na hitro usmrtili s streljanjem. Trupli Mussolinija in njegove ljubice so nato odpeljali v Milano, kjer so ju na bencinskem servisu obesili z glavo navzdol ter tako javno potrdili njuno smrt.

## Zgodnje življenje
Benito Mussolini se je rodil v majhni vasici Predappio v provinci Forli v deželi Emilija - Romanja. Njegov oče Alessandro je bil po poklicu kovač, njegova mati Rosa Maltoni pa je bila učiteljica. Ime je dobil po mehiškemu reformističnemu predsedniku Benitu Juárezu. Tako kot njegov oče je postal socialist. Mussolini je imel tudi brata Armanda, ki je pozneje postal glavni urednik vodilnega fašističnega časopisa Il Popolo d'Italia.
Leta 1902 je emigriral v Švico, vendar mu tam ni uspelo najti stalne zaposlitve in je bil zaradi potepuštva aretiran in nato izgnan nazaj v Italijo, kjer je moral odslužiti vojaško obveznost. Po odsluženi vojski se je leta 1908 pridružil uredništvu lokalnega časopisa v takrat avstrijskem mestu Trento (nemško Trient), istočasno pa je napisal novelo. Leta 1912 je postal urednik socialističnega časopisa Avanti; takrat je bil na strani maksimalističnega (revolucionarnega) krila italijanske socialistične stranke, ki je na kongresu v Reggio d´Emilia julija 1912 izključila reformiste in tako obsodila italijansko ekspanzijo v Libiji.

## Služenje v prvi svetovni vojni
Ob izbruhu prve svetovne vojne je bil za strogo nevtralnost Italije, kar je bila tudi uradna politika socialistične stranke. Oktobra 1914 pa si je premislil in zagovarjal pogojno nevtralnost. Posledici sta bili odstop z mesta urednika Avantija in spor s socialistično stranko. Ustanovil je svoj časnik Popolo d´Italia, kjer je s svojimi članki podpiral vstop Italije v vojno na strani antante, kmalu pa je pokazal tudi svoja prej zatrta nacionalistična in vojnohuskaška čustva. Maja 1915 je Italija napadla Avstro-Ogrsko, Mussolinija so v vojsko vpoklicali avgusta istega leta. Med vojno je celo dosegel čin korporala. Leta 1917 je bil zaradi rane na nogi odpuščen iz vojske, istega leta se je vrnil v Milano na mesto urednika Popolo d´Italia. 

## Ustanovitev fašistične stranke in pohod na Rim
Po koncu vojne je v Italiji vladalo razočaranje, saj se ni mogla vrniti v mirne tirnice, ostala pa je brez dela ozemelj, obljubljenih v londonskem paktu. Časnikar Mussolini je menil, da poleg Notranjske, Primorske in Istre, Italiji pripadata tudi Reka (relativna italijanska večina) in Dalmacija (neznatno število Italijanov). Ameriški predsednik Woodrow Wilson je preprečil namere Italije, da dobi vsa ta ozemlja, zato ga Mussolini leta 1919 v svojem časniku napade: Mussolini je nasprotoval tudi ustanovitvi Društva narodov, češ da: »za utrditev miru zadošča zveza med ZDA, Veliko Britanijo, Francijo, Italijo in Japonsko.«
Spomladi leta 1919 je Mussolini s somišljeniki ustanovil zvezo Fasci di Combattimento ali Zvezo borcev. To je bila dokaj pisana druščina nekdanjih vojakov, futuristov, oficirjev, nekdanjih socialistov in anarhosindikalistov. Objavili so tudi program, ki je bil zmes revolucionarnih, socialnih in nacionalističnih tez (npr. ženska volilna pravica, progresivno obdavčenje kapitala, starostno in invalidsko zavarovanje). Najpomembnejša točka programa je bila »revalorizacija vojne«. Takrat so se Mussolinijevi arditi že spopadali z bivšimi Benitovimi tovariši, socialisti. Kmalu po ustanovitvi prvega faša, so fašisti uničili uredništvo Avantija v Milanu. Policija dostikrat ni preprečevala fašističnih napadov, nanje je celo gledala z naklonjenostjo. Na prvih povojnih volitvah novembra 1919, sta fašistična lista in Mussolini popolno pogorela, saj so zbrali le 1,7 % glasov. Zmagovalci volitev so bili socialisti s slabo tretjino glasov. Socialistični delavci pa so v sprevodu mimo Mussolinijevega »brloga« nosili krsto z napisom Benito Mussolini. Neuspeh je Musssolinija prizadel, upadla mu je samozavest, nekaj časa pa je celo razmišljal o umiku iz politike. Vendar so mu njegovi napadalni članki v Popolu d´Italia vendar prinesli srečo in Mussolinijev vpliv je začel rasti. Fašizem je bil sprva omejen le na Milano, nato so v letu 1920 začele fašistične skvadre rasti kot gobe po dežju, največkrat kot obramba pred dejanji socialistov. Zato so skvadre ustanavljali in podpirali tudi veleposestniki in podjetniki. Fašistične skupine so bile dosti bolje oborožene kot levičarske, saj so orožje večkrat dobili neposredno iz vojašnic. Sledilo je obdobje »Bienia rossa«, ko so delavci zasedali tovarne, kmetje pa veleposestva. Srednjih in višjih slojev se je polotil strah in začeli so množično podpirati naraščajoči fašizem. Tudi policija je mižala pred nasiljem fašističnih skvader. Fašistična stranka (italijansko Partito nazionale fascista)je bila ustanovljena novembra 1921, ko je bil Mussolini že poslanec. Neprestano kaotično stanje in spopadi so pri mnogih ljudeh porajali potrebo po »čvrsti roki«. Mussolini pa je kot vodja stranke ponujal prav to, zato so ga podprli pripadniki srednjega razreda, aristokracije in lastniki velikih tovarn.
V oktobru 1922 je Musolini s svojo stranko izvedel pohod na Rim, vendar se nanj ni odpravil peš, ampak se je tja odpeljal z vlakom. V tem pohodu je zahteval prevzem oblasti. Ob vsesplošnem nasilju fašističnih oboroženih skupin - črnih srajc, je kralj Viktor Emanuel III. vodenje vlade ponudil Mussoliniju. Musolini je postal Duce ali voditelj, ki je vodil Italijo kot diktator.
Odpravil je demokracijo in vse politične stranke razen fašistične. Tajna policija je zapirala in odstranjevala njegove nasprotnike. Časopisi in radijske postaje so bili prisiljeni objavljati fašistična načela in Mussolinijeve govore. S sporazumom z Vatikanom je pridobil naklonjenost katoliške cerkve. Fašisti so organizirali množična zborovanja, na katerih so poveličevali Mussolinija. Pod njegovim vodstvom je Italija postala vzor za fašistične sisteme tudi v drugih državah.

## Fašistična Italija
Med leti 1925 in 1927 je Mussolini postopoma odpravil skoraj vse ustavne in običajne omejitve svoje moči in ustanovil policijsko državo. Zakon, sprejet 24. decembra 1925 - božični večer za večinoma rimskokatoliško državo - je Mussolinijev uradni naziv preimenoval iz "predsednik ministrskega sveta" v "šef vlade", čeprav so ga večina neimenovanih še vedno imenovali "premier" - Italijanski viri novic. Parlamentu ni bil več odgovoren in ga je lahko odstranil samo kralj. Medtem ko je italijanska ustava določala, da so ministri odgovorni samo suvereni, je v praksi postalo skoraj nemogoče vladati proti izrecni volji parlamenta. Zakon o božičnem večeru je to prakso končal in Mussolini postal edina oseba, ki je pristojna za določanje dnevnega reda tega telesa. Ta zakon je Mussolinijevo vlado spremenil v dejansko pravno diktaturo. Lokalna avtonomija je bila ukinjena in podestati, ki jih je imenoval italijanski senat, so zamenjali izvoljene župane in svete. 
7. aprila 1926 je Mussolini preživel prvi poskus atentata na njega, pod vodstvom Violet Gibson, Irko in hčerko lorda Ashbourneja, ki je bila po aretaciji deportirana. 31. oktobra 1926 je 15-letni Anteo Zamboni poskušal ustreliti Mussolinija v Bologni. Zamboni je bil aretiran na kraju samem. Mussolini je preživel tudi neuspeli poskus atentata v Rimu, ki ga je opravil anarhist Gino Lucetti, in načrtovani poskus italijanskega anarhista Michele Schirruja, ki se je končal s Schirrujevim zajetjem in usmrtitvijo. 
Mussolini se je predstavil tudi kot pogumen športnik in spreten glasbenik. Vsi učitelji v šolah in na univerzah so morali priseči, da bodo branili fašistični režim. Vse urednike časopisov je osebno izbral Mussolini in le tisti, ki imajo potrdilo o odobritvi fašistične stranke, so se lahko ukvarjali z novinarstvom. Ta potrdila so bila izdana tajno; Mussolini je tako spretno ustvaril iluzijo "prostega tiska". Tudi sindikati so bili prikrajšani za kakršno koli neodvisnost in so bili vključeni v tako imenovani "korporativni" sistem. Cilj, ki so ga navdihnili srednjeveški cehi in nikoli ni bil popolnoma dosežen, je bil postaviti vse Italijane v različne poklicne organizacije ali korporacije, vse pod tajnim vladnim nadzorom.                                            
Po prihodu Adolfa Hitlerja na oblast v Nemčiji, ki je ogrozil italijanske interese v Avstriji in porečju Donave, je Mussolini leta 1933 predlagal Pakt štirih moči z Veliko Britanijo, Francijo in Nemčijo. Ko je bil 25. julija 1934 umorjen avstrijski "avstrofašistični" kancler Engelbert Dollfuss z diktatorsko močjo, so mu nacionalsocialistični zagovorniki Mussolini v primeru invazije Nemčije na Avstrijo celo zagrozili z vojno. Mussolini je nekaj časa še naprej strogo nasprotoval kakršnim koli nemškim poskusom pridobivanja Anschlussa in leta 1935 promoviral efemerno Stresovo fronto proti Nemčiji. 
11. julija 1936 je bila podpisana avstro-nemška pogodba, po kateri se je Avstrija razglasila za "nemško državo", katere zunanja politika bo vedno usklajena z Berlinom, in dovolila vstop pro-nacistov v avstrijski kabinet. Mussolini je močno pritisnil na avstrijskega kanclerja Kurta Schuschnigga, da je podpisal pogodbo, da bi izboljšal svoje odnose s Hitlerjem. Potem ko so se sankcije proti Italiji končale julija 1936, so si Francozi močno prizadevali za oživitev fronte Stresa in pokazali, kar je Sullivan imenoval "skoraj ponižujočo odločenost, da Italijo obdrži kot zaveznico". Januarja 1937 je Velika Britanija z Mussolinijem podpisala "gospodski sporazum", namenjen omejevanju italijanskega posredovanja v Španiji, britansko zunanje ministrstvo pa ga je videlo kot prvi korak k oblikovanju anglo-italijanskega zavezništva. Aprila 1938 sta Velika Britanija in Italija podpisali velikonočni sporazum, po katerem je Britanija obljubila, da bo Etiopijo priznala kot italijansko v zameno za izstop Italije iz španske državljanske vojne. Ministrstvo za zunanje zadeve je razumelo, da je španska državljanska vojna tisto, ki je Rim in Berlin bolj zbližalo, in verjel, da če bo Mussolinija mogoče prepričati, da se odpove iz Španije, se bo vrnil v zavezniško taborišče. Da bi Mussolinija spravili iz Španije, so bili Britanci pripravljeni plačati takšne cene, na primer priznanje kralja Victorja Emmanuela III za etiopskega cesarja. Ameriški zgodovinar Barry Sullivan je zapisal, da so si tako Britanci kot Francozi zelo želeli zbliževanja z Italijo, da bi odpravili škodo, ki so jo povzročile sankcije Lige narodov, in da se je "Mussolini odločil za zavezništvo s Hitlerjem, namesto da bi bil prisiljen

## Asimilacija pridobljenih ozemelj in osvajanja pred drugo svetovno vojno
Mussolini je želel Italijo popeljati nazaj k veličini antičnega imperija. Zato je uporabljal mnoge simbole antičnega Rima (na primer sveženj šibja s sekiro). Iz Italije je želel narediti veliki imperij, ki bi segal tudi v Afriko. Zato je leta 1935 napadel Abesinijo oziroma Etiopijo in jo leto kasneje priljučil kot italijansko kolonijo, kralj Viktor Emanuel III. pa je postal abesinski cesar. Ker je Italija po njegovem po prvi svetovni vojni dobila premalo ozemlja, se je začel povezovati s Hitlerjem. Pomagal pa je tudi španskim nacionalistom pod vodstvom generala Franca v španski državljanski vojni. Leta 1939 je napadel Albanijo in prisilil kralja Ahmeda Zoguja, da je zapustil deželo. Viktor Emanuel III. pa je postal še albanski kralj.

## Druga svetovna vojna
Potem, ko je nacistična Nemčija septembra 1939 napadla Poljsko, kot začetek druge svetovne vojne, se Italija ni takoj vključila v vojno. Mussolini je ocenil, da Italija zaradi svojih relativno šibkih industrijskih panog v primerjavi z zahodno Evropo ne more biti pripravljena na večje vojaške operacije šele leta 1942. Kot zavezdnica je stala ob Nemčiji. Konec novembra 1939 je Adolf Hitler izjavil: "Dokler bo Duce živ, smo lahko prepričani, da bo Italija izkoristila vsako priložnost za dosego svojih imperialističnih ciljev."
Čeprav je bil prepričan, da bo vojne kmalu konec, se je nemška zmaga takrat verjetno zdela verjetna, zato se je Mussolini odločil, da bo v vojno vstopil na strani zaveznikov. V skladu s tem je Italija 10. junija 1940 napovedala vojno Veliki Britaniji in Franciji. Italija se je kmalu pridružila Nemcem pri bitki za Francijo. Za razliko od Nemcev, Italijani niso imeli tako velikega uspeha v bitki z Francozi kot Nemci. A je kljub temu enajst dni kasneje Francija podpisala premirje. V Francijo pod nadzorom Italije je bila vključena večina okrožij Nice in drugih jugovzhodnih okrožij. Mussolini je nameraval italijanske sile osredotočiti na veliko ofenzivo proti britanskemu imperiju v Afriki in na Bližnjem vzhodu, znano kot "vzporedna vojna", medtem ko je v evropskem gledališču pričakoval propad Združenega kraljestva. Italijani so napadli Egipt, bombardirali obvezno Palestino in napadli Britance v njihovih kolonijah v Sudanu, Keniji in Britanskem Somalilandu (v tako imenovani vzhodnoafriški kampanji); Britanska Somaliland je bila osvojena in postala del italijanske vzhodne Afrike 3. avgusta 1940 in v Sudanu in Keniji je bil začetni napredek z začetnim uspehom. Britanska vlada ni hotela sprejeti predlogov za mir, ki bi vključeval sprejemanje osnih zmag v Evropi; načrti za invazijo na Združeno kraljestvo se niso nadaljevali in vojna se je nadaljevala. 
Septembra 1940 je italijanski deseti armadi poveljeval general Rodolfo Graziani in jo prečkal iz italijanske Libije v Egipt, kjer so bile britanske sile; to bi postala zahodnopuščavska kampanja. Napredek je bil uspešen, vendar so se Italijani ustavili pri Sidi Barrani in čakali na logistične zaloge. 24. oktobra 1940 je Mussolini poslal italijanski letalski korpus v Belgijo, kjer je sodeloval v Blitzu do januarja 1941. Oktobra je Mussolini v Grčijo poslal tudi italijanske sile, ki so začele grško-italijansko vojno. Kraljevsko letalstvo je preprečilo italijansko invazijo in dovolilo Grkom, da so Italijane potisnili nazaj v Albanijo, toda grška protiofenziva v italijanski Albaniji se je končala v pat položaju.

### Poraz in odstranitev z mesta
Dogodki v Afriki so se spremenili do začetka leta 1941, ko je operacija Compass prisilila Italijane nazaj v Libijo in povzročila velike izgube v italijanski vojski. Tudi v vzhodnoafriški kampanji je bil napad na italijanske sile. Kljub temu, da so se nekoliko upirali, so bili v bitki pri Kerenu preobremenjeni, italijanska obramba pa je začela propadati s končnim porazom v bitki pri Gondarju. Ko je Mussolini nagovarjal italijansko javnost o dogodkih, je bil popolnoma odprt glede razmer in rekel: "Kruhu pravimo kruh in vino, in ko sovražnik zmaga v bitki, ga je nekoristno in smešno iskati, kot to počnejo Angleži v svoji neprimerljivi hinavščini, da bi to zanikal ali zmanjšal. "Del njegovega komentarja je bil v zvezi s prejšnjim uspehom, ki so ga imeli Italijani v Afriki, preden ga je kasneje zavezniška sila porazila. V nevarnosti, da bo izgubila nadzor nad vsemi italijanskimi posestmi v Severni Afriki, je Nemčija končno poslala Afriški korpus v podporo Italiji. Medtem je v Jugoslaviji potekala operacija Marita, ki je končala grško-italijansko vojno, kar je privedlo do zmage osi in zasedbe Grčije s strani Italije in Nemčije. Z invazijo osi na Jugoslavijo in Balkan leta 1941 je Italija priključila Ljubljano, Dalmacijo in Črno goro ter ustanovila marionetni državi: Neodvisno državo Hrvaško (NDH) in Helensko državo.
General Mario Robotti, poveljnik italijanske 11. divizije v Sloveniji in NDH, je v skladu z direktivo, ki jo je junija 1942 sprejel Mussolini, izdal ukaz: "Ne bi nasprotoval temu, da bi bili vsi (sic) Slovenci zaprti in nadomeščeni z Italijani, z drugimi besedami, sprejeti bi morali ukrepe za zagotovitev, da se politične in etnične meje ujemajo. 
Mussolini je že aprila 1943 prepričal Hitlerja, naj sklene ločen mir s Stalinom in nemške čete pošlje na zahod, da se varujejo pred pričakovano invazijo zaveznikov na Italijo. Mussolini se je bal, da bo z izgubami v Tuniziji in Severni Afriki naslednji logični korak za vojske zavezniškega generala Dwighta Eisenhowerja, da pridejo čez Sredozemlje in napadejo italijanski polotok. V nekaj dneh po izkrcanju zaveznikov na Siciliji julija 1943 je bilo očitno, da je Mussolinijeva vojska na robu propada. Hitler je zaradi tega pozval Mussolinija na sestanek v Feltre 19. julija 1943. V tem času je bil Mussolini tako pretresen od stresa, da ni mogel več zdržati Hitlerjevega hvalisanja. Njegovo razpoloženje se je še bolj zatemnilo, ko so istega dne zavezniki bombardirali Rim - prvič je bilo to mesto kdaj tarča sovražnega bombardiranja. V tem času je bilo očitno, da je bila vojna izgubljena, vendar Mussolini ni mogel najti načina, kako se izvleči iz nemškega zavezništva.
Kljub temu ostremu očitku se je Mussolini naslednji dan kot običajno pojavil v službi. Domnevno je na Veliki svet gledal zgolj kot na svetovalno telo in ni menil, da bi glasovanje imelo kakršen koli vsebinski učinek. Tistega popoldneva, ob 17:00, ga je v kraljevo palačo poklical Victor Emmanuel, ki je že prej načrtoval odstavitev Mussolinija. Ko je Mussolini skušal kralju povedati o srečanju, ga je Victor Emmanuel prekinil in uradno razrešil s položaja, zamenjal ga je z maršalom Pietrom Badogliom, čeprav mu je zagotovil imuniteto. Potem ko je Mussolini zapustil palačo, so ga karabinjerji po kraljevem ukazu aretirali, da bi rešil lastno dinastijo, ki je bila v nevarnosti, da bo preveč predana fašizmu. Vendar Duce ni vedel za monarhove namene, ki so mu postavili spremstvo in vladno stavbo obdali z 200 karabinjerji. Policija je Mussolinija odpeljala z reševalnim avtomobilom Rdečega križa, ne da bi natančno navedla njegov cilj in mu zagotovila, da to počnejo zaradi lastne varnosti. V tem času je bilo nezadovoljstvo z Mussolinijem tako močno, da ko je bila po radiu objavljena novica o njegovem propadu, ni bilo nobenega odpora. Ljudje so se veselili, ker so verjeli, da konec Mussolinija pomeni tudi konec vojne. Po odstranitvi Mussolinija z mesta diktatorja je Italija podpisala premirje z zavezniki ter kapitulirala in napovedala vojno Nemčiji.

## Smrt
Po odstranitvi z mesta diktatorja države so Mussolinija v napadu na Gran Sasso rešili nemški specialci, Hitler pa ga je postavil za vodjo Italijanske socialne republike, nemške marionetne države, ustanovljene v severni Italiji s sedežem v mestu Salò blizu Gardskega jezera. Do leta 1944 so »republiko Salò«, kot so jo poimenovali, v brutalnem spopadu premagali z juga napredujoči zavezniki, ki so se jim pridružili tudi italijanski partizani, zato bi lahko spopad označili za državljanski.
18. aprila 1945 je Mussolini zapustil Gargnano, vas blizu Salòja, kjer je živel, in se s celotno vlado preselil v Milano. Sedež je imel v mestni prefekturi. V naslednjem tednu je Mussolini s poslabšanjem vojaških razmer nihal med številnimi možnostmi, vključno z zadnjim stališčem v alpski regiji Valtellina (tako imenovani načrt Ridotto Alpino Repubblicano), begom v Švico ali poskusom pogajanj o mirni predaji partizanskemu vodstvu, CLNAI, ali zaveznikom. Ko so se nemške sile umikale, je CLNAI razglasil splošno vstajo v glavnih severnih mestih.
25. aprila 1945 popoldne je Mussolini s svojo ljubico Claretto Pettaci zapustil Milano in se odpravil na beg na mejo z Švico in Italijo z namenom, da bi se v Švici vkrcala na letalo in pobegnila v Španijo. 27. aprila zvečer so ju v bližini jezera Como ujeli italijanski partizani, ki so ustavili konvoj, v katerem sta potovala. Odpeljali so ju na majhno kmetijo v Mezzegro in ju tam 28. aprila 1945 ponoči brez sojenja ustrelili. Mussolini je bil ob smrti star 61 let. Po njuni smrti so njuna trupla s kombijem odpeljali nazaj v Milano, kjer so jih obesili na bencinski črpalki skupaj z ostalimi mrtvimi fašisti. Mussolini je bil leta po smrti s soglasjem države pokopan v velikem sarkofagu v Predappiu.

## Zapuščina
Po vojni je bila Nacionalna fašistična stranka prepovedana. Februarja 2018 je anketa raziskovalnega inštituta Demos & Pi pokazala, da je od skupno 1014 vprašanih ljudi, več kot 60 % Mussolinija označilo negativno, okrog 19 % pa pozitivno.

### Smrtni davek
Mussolini je bil prvi, ki je sprožil fašizem v Evropi. Med svojim vladanjem je Mussolini veliko trpljenja povzročil tudi Slovencem in Hrvatom. Ko je Italija po prvi svetovni vojni dobila Istro in Primorsko v skladu z Londonskim sporazumom, je bila na slovenskem območju prepovedana raba slovenskega jezika v javnosti, vse slovenske priimke pa so poitalijančili. Narodno zavedne Slovence so zapirali, preganjali in ustrahovali, slovenske učitelje so načrtno pošiljali v taborišča v notranjosti Italije, da bi jih ločili od slovenskih otrok. Veliko istrskih in primorskih Slovencev je zaradi fašističnega zatiranja odšlo v Kraljevino Srbov, Hrvatov in Slovencev. Mussolini je v Italiji želel povišati število rojstev tako, da je država družine ob rojstvu otrok denarno nagradila ter visoko obdavčila samske ljudi ter jih silila, da imajo otroke. V času druge svetovne vojne je Mussolini nadzoroval vojne zločine v Etiopiji ter sodeloval pri italijanskem preganjanju Judov. Njegovi vojaki so med bitkami v Afriki pobili več tisoč civilistov, bombardirali Rdeči križ, izpustili strupeni plin, izstradali dojenčke in otroke v koncentracijskih taboriščih ter poskušali uničiti afriške kulture, ki so veljale za manjvredne. V bitkah v Afriki so Mussolinijevi vojaki pobili okrog 250.000 ljudi, predvsem Etiopijcev, Libijcev in Judov.